# Дуниловичи
Дуниловичи (бел. Дунілавічы) — агрогородок в Поставском районе Витебской области Беларуси. Административный центр Дуниловичского сельсовета. Население — 571 человек (2019).

## География

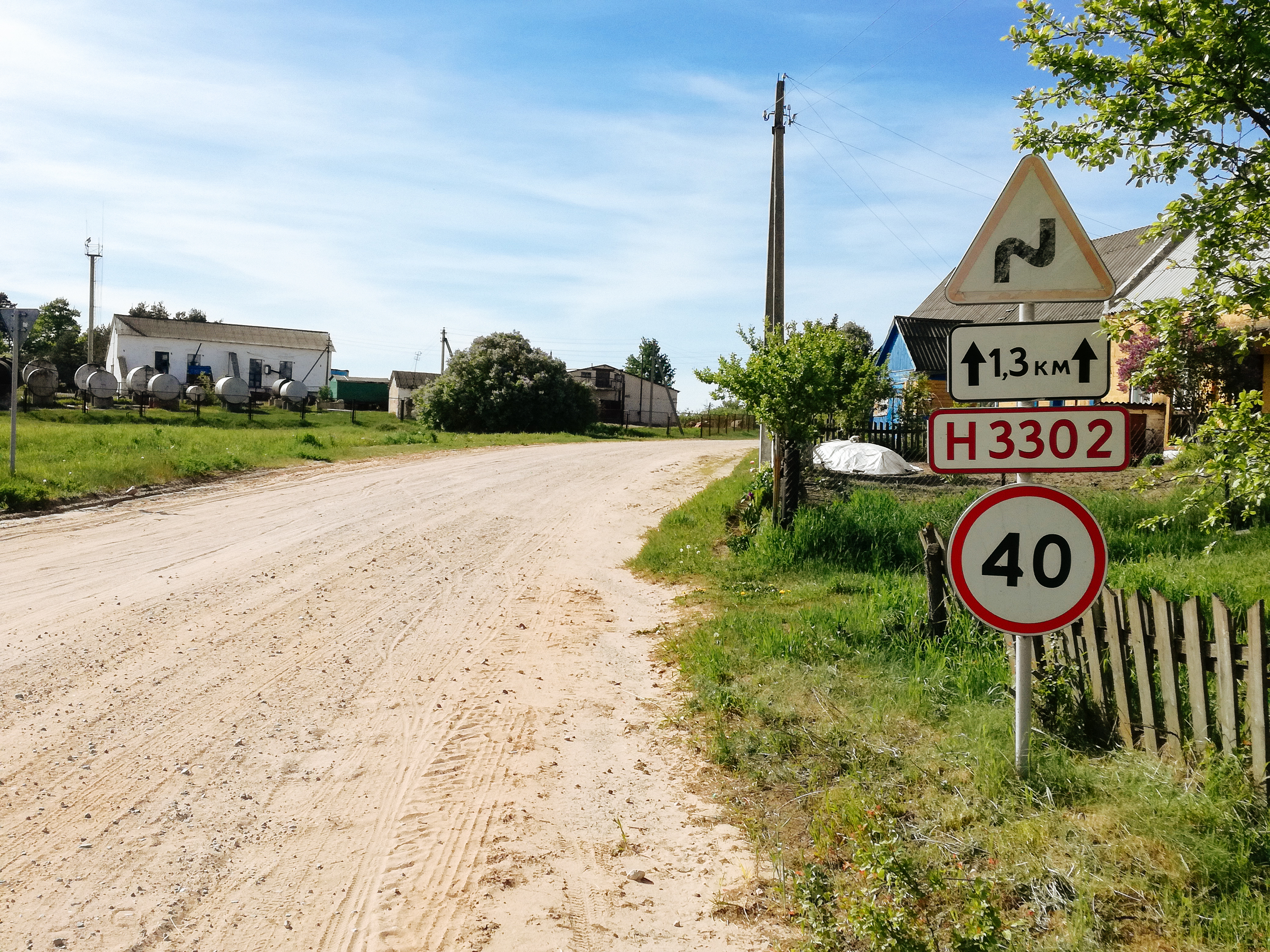
Дуниловичи, автодорога H3302

Посёлок находится в 7 км к югу от посёлка Воропаево и в 25 км к юго-востоку от Постав неподалёку от границы с Минской областью. Дуниловичи стоят в верхнем течении реки Голбицы, которая в верховьях также именуется Зарежанка, на её правом берегу. Около посёлка также расположены два озера — Свидно (к северо-востоку от посёлка) и Бледное (к югу), вытекающие из них ручьи впадают в Зарежанку.
Близ южной окраины проходит автомагистраль Р45 на участке Глубокое — Нарочь. К магистрали из деревни ведёт местная дорога. Прочие дороги соединяют Дуниловичи с Воропаевым, Поставами и Глубоким. Ближайшая ж/д станция находится в Воропаево (линия Крулевщина — Глубокое — Поставы — Лынтупы).

## Великое княжество Литовское

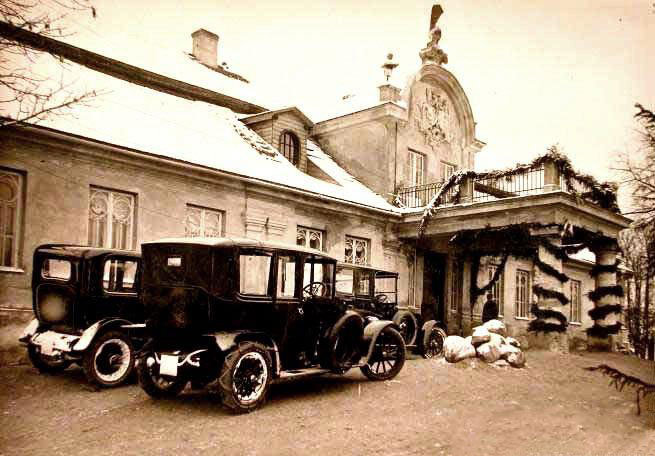
Усадьба Тышкевичей. Фото 1916 года

В 1473 году Дуниловичи впервые упоминаются в письменных источниках в качестве владения князя Александра Юрьевича Гольшанского (после раздела наследниками владений князя Юрия Семёновича Гольшанского).
В 1511 году, после смерти князя Александра Юрьевича Гольшанского, Дуниловичи перешли к его сыну Павлу Гольшанскому.
В 1533 году Павел Гольшанский завещал Дуниловичи великому князю. В 1551 году повторно подтвердил свое завещание.
В 1555 году Дуниловичи перешли во владение великого князя Сигизмунда Августа.
В 1556 году Дуниловичи упоминаются как местечко. Согласно административно-территориальной реформе в Великом княжестве Литовском середины XVI века они вошли в состав Ошмянского повета Виленского воеводства.
В 1567—1577 годах Дуниловичи находились во владении Николая Христофора Радзивилла, которому местечко подарил Сигизмунд Август.

## Речь Посполитая
В 1577 году местечко перешло к владельцу соседнего имения Волколаты Яну Дмитриевичу Долмат-Исайковскому. Впоследствии Дуниловичи перешли к его сыну — Каролю-Петру Долмат-Исайковскому.
В 1640 году, в связи с его смертью, перешли к его дочери Эльжбете (в первом браке была замужем за Криштофом Рудоминой-Дусятским, во втором — за Криштофом Белозором).
В 1683 году Христофор Белозор основал в Дуниловичах доминиканский монастырь. Позже местечком владели Бжостовские, Янишевские.
07.09.1729 года Дуниловичи получили привилей короля Августа III.
10.01.1765 года Дуниловичи получили привилей короля Станислава Августа.
В 1769—1773 годах при доминиканском монастыре был выстроен каменный Троицкий храм, сохранившийся до наших дней.

## Российская империя
В результате второго раздела Речи Посполитой (1793) Дуниловичи оказались в составе Российской империи, в Вилейском уезде Минской губернии.
В Национальном историческом архиве Беларуси хранится метрическая книга Дуниловичской униатской церкви за 1828 год.
С 1843 года — в составе Виленской губернии. От Янишевских местность перешла к Тышкевичам.
В 1861 году Дуниловичи стали центром волости. После подавления восстания 1863 года храм Пресвятой Троицы, как и многие другие католические храмы на территории современной Белоруссии, был передан православным. Для католиков напротив храма была выстроена деревянная часовня. Во время Великой Отечественной войны эта часовня была полностью уничтожена.
В 1866 году — 106 дворов, 691 житель.

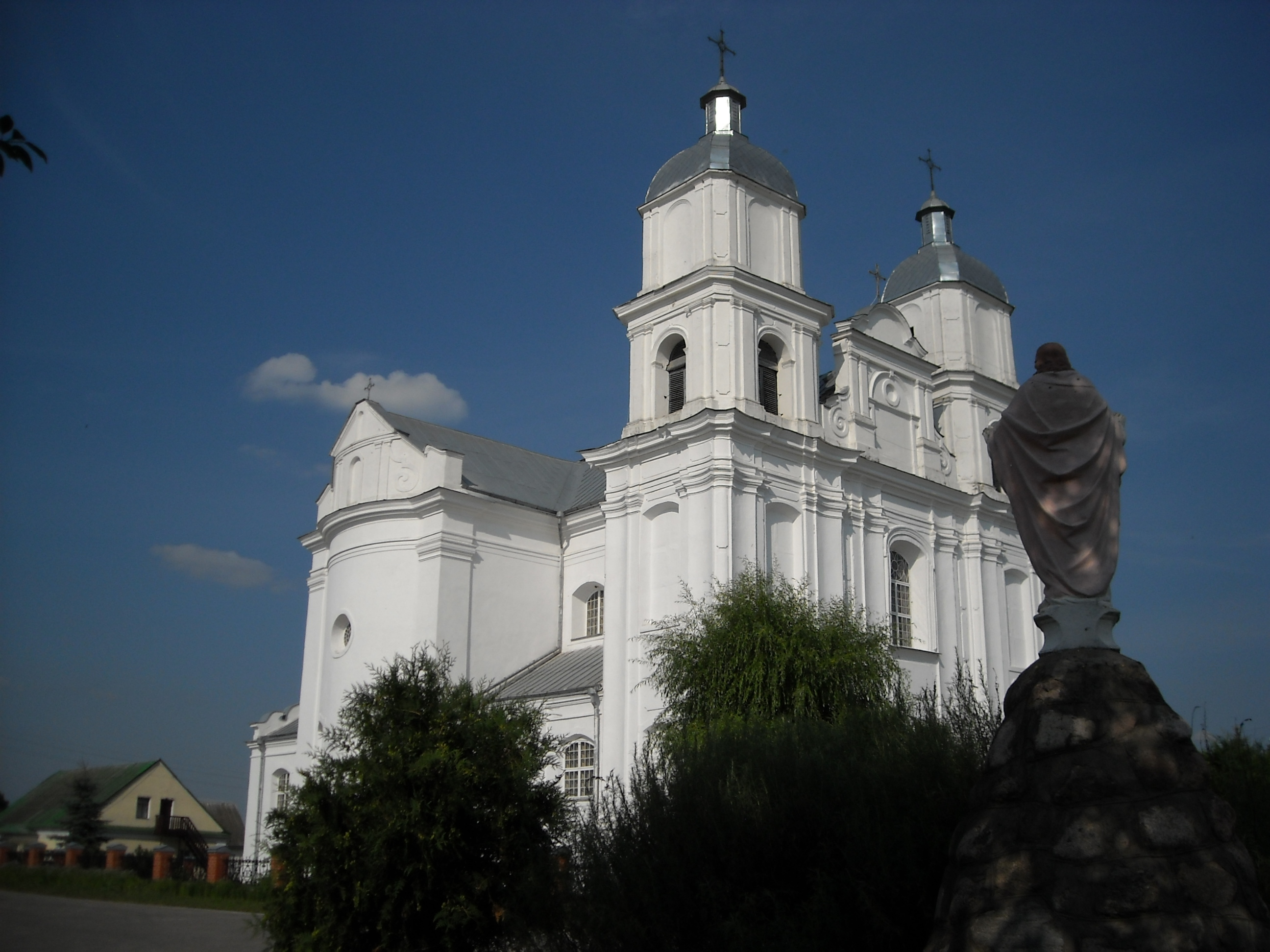
Католический храм св. Троицы

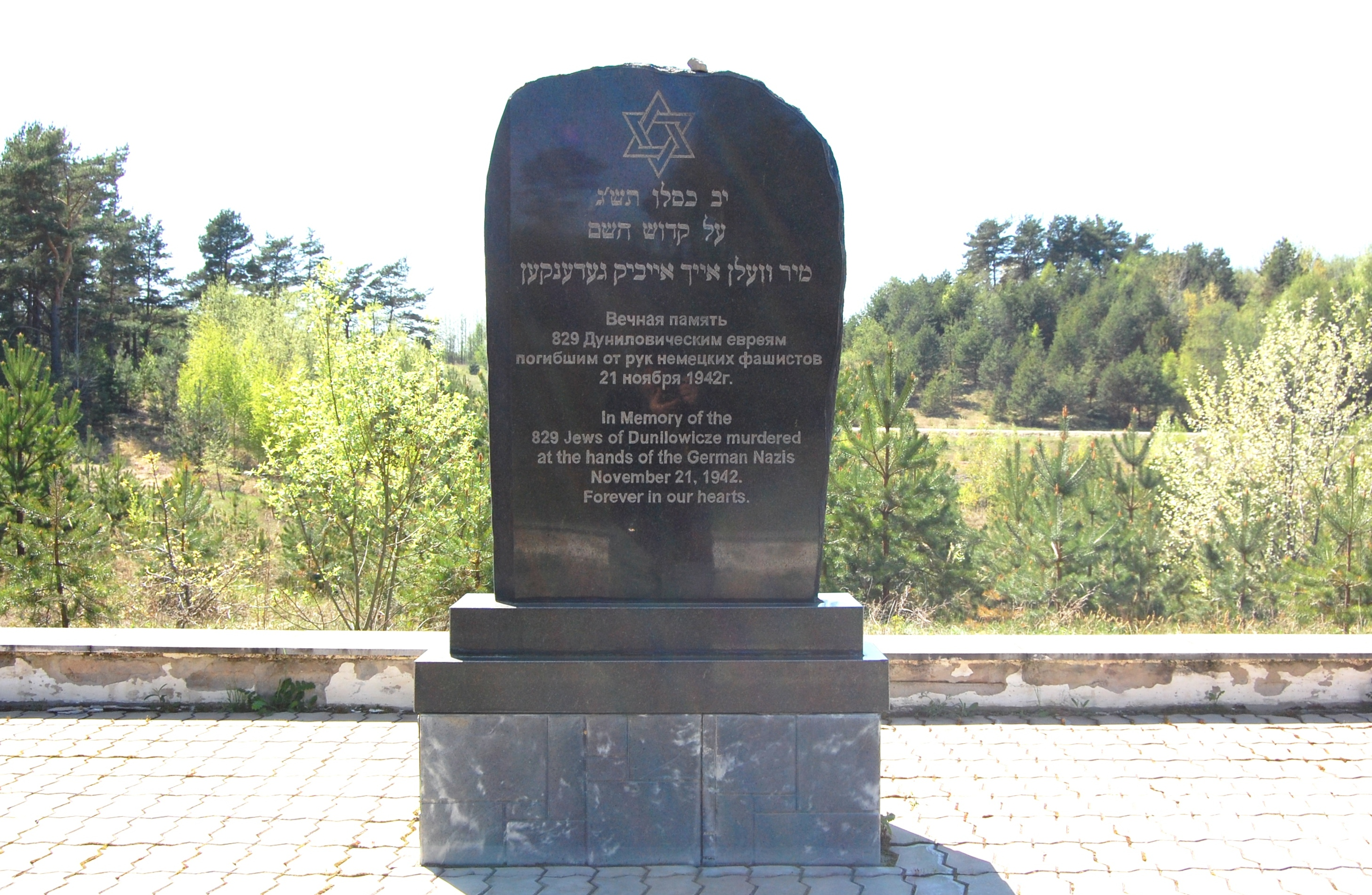
Памятник жертвам Дуниловичского гетто

В 1886 году — центр Дуниловичской волости Вилейского уезда. В Дуниловичах действовали православная церковь, католическая часовня, два еврейских молитвенных дома; работали народное училище, 8 магазинов, 4 корчмы, водяная мельница. Ежегодно проводились 2 ярмарки — 6 января и 1 октября. Владельцы местечка Тышкевичи выстроили во второй половине XIX века каменную дворянскую усадьбу (не сохранилась).
В 1897 году здесь жило 1810 человек, из которых 1553 были евреями. Евреи владели большинством магазинов и лавок в местечке.
В 1905 году Дуниловичи состояли из имения (74 жителя), местечка (1400 жителей), костельной плебании (10 жителей). В Дуниловичах была камера судебного следователя, врачебный участок.
С 1892 года работала приёмная комната на 2 кровати. В местечке находились старший урядник, волостное и мещанское правление, магазин.

## Первая мировая война
В книге офицера лейб-гвардии Преображенского полка Торнау Сергея Александровича рассказывается про Дуниловичи во время ликвидации Свенцянского прорыва:
"Стойкость фронта была восстановлена и измученные части гвардии были сменены армейскими частями и отведены для отдыха и пополнения в район громадного села Дуниловичи, в тылу мест. Поставы... В районе Дуниловичей, в громадных лесах, все еще болтались одиночные, небольшие разъезды германcкой кавалерии, отставшие от своих главных сил. Доведенные холодом и голодом до отчаяния, они приходили в соседние деревни и сдавались в плен. Много трупов их осталось лежать в глубоких снегах, и весною крестьяне находили их, умершими от истощения и замерзания".
Полковник царской армии Дмитрий Николаевич Логофет также упоминает местечко Дуниловичи в своих записках, опубликованных в 1916 году в журнале "Разведчик":
"Расположенное около большого озера местечко Дуниловичи принадлежит к числу самых старинных поселений в крае. Построенное, по преданию, Великим Князем Даниилом Романовичем Галицким, оно пошло название Даниловичи, под которым и известно было в течение многих веков. Влияние католического духовенства и помещиков-католиков превратило старинное русское название в польское – Дуниловичи, под которым его занесли на новейшие топографические карты. Населенное почти исключительно евреями и небольшим числом поляков-мещан, оно похоже на все еврейские местечки западного края, в которых постоянно наблюдается вражда между представителями различных религий. - Обратите внимание на старую корчму на площади, это наша достопримечательность, - посоветовала мне старуха-помещица г-жа О., - в ней останавливался Наполеон Первый… Старики рассказывают со слов своих дедов-очевидцев, что великий император сидел у окна в большой задумчивости, отдыхая в корчме. - Не сохранилось ли каких-либо бумаг или вещей об этом времени… - Кажется было что-то в имении графа Т-ча, но только, как мне жаловался управляющий, все бумаги на подтопу печей истратили. Но только я тому не удивляюсь. Что стоит старая бумага, если теперь жизнь человеческая ничего не стоит? Такое уж время!.."

## Советско-польская война
В 1920 году во время польско-советской войны, у Дуниловичей происходили бои. Во время наступления советской армии в мае 1920 г. польский 13-й пехотный полк 19 мая 1920 г. занял Дуниловичи, был отдан приказ защищать городок до отхода основных сил на запад. Полк занял позиции к северу от Дунилович, и отбил семь атак большевистских войск. Вечером 21 мая был отдан приказ на отступление.
В начале июня 1920 г. польская армия начала контрнаступление, 36-й пехотный полк Студенческого Легиона (который состоял из варшавских студентов-добровольцев) 3 июня 1920 г. начал наступление на Дуниловичи, где произошли ожесточенные бои с советской 12-й стрелковой дивизией. По итогу большевистский отряд понес значительные потери и был вынужден отступить с Дуниловичи. Польский отряд потерял 50 убитых (в том числе трех офицеров) и 85 раненых. Было взято 385 пленных красноармейцев.

## Польская Республика
Согласно Рижскому мирному договору (1921) Дуниловичи вошли в состав межвоенной Польской Республики, где стали центром повета Новогрудского воеводства, с 1922 года — Виленского воеводства.
С 1922 по 1927 год местечко потеряло статус поветового центра и входило в состав Поставского повета.
В 1927 году Дуниловичи вновь стали центром повета. После вхождения в состав Польши Троицкий храм был возвращён католикам. В 1920-е в Дуниловичах работали лесопилка, кирпичный завод, мельница, кузница, пилорама, ткацкий цех, красильная, обувная и швейная мастерские, книжный магазин, аптека, амбулатория; действовали костёл, 3 синагоги, высшая еврейская и общеобразовательная школы. Крупнейшим владельцем земли был граф Юзеф Тышкевич.

В июне 1930 год президент Польши Игнацы Мосьцицкий (Ignacy Mościcki) посетил Поставщину.  26 июня президент был в Дуниловичах, где принимал участие в торжественной церемонии освящения памятника павшим героям 36-го пехотного полка. В тот же день президент И.Мосьцицкий отправился из Дунилович в Глубокое. Виленская газета «Слово» («Słowo») писала: 
«Проезжая через Дуниловичи, президент задержался там на несколько часов, чтобы принять участие в церемонии освящения памятника, который, как гласит надпись на чёрном мраморе, был воздвигнут павшим героям 36-го пехотного полка в 10-ю годовщину независимости государства. Памятник был воздвигнут на средства жителей Дуниловичской гмины, а также офицерского и подофицерского состава 36-го полка. На торжествах в Дуниловичах присутствовала делегация этого полка, во главе с его командиром полковником Ульрихом».
Благодаря инициативе и организаторским способностям директора 7-летней Дуниловичской школы Бронислава Фронцкевича, в 1930 году в местечке был организован первый на Виленщине Общественный Университет. В качестве первых слушателей записались 35 человек обоего пола.
Лекции в университете читали: католический священник Можейко по христианской этике и народным обычаям, пани Залевская преподавала историю и литературу, пан Фронцкевич – обществознание, оказание первой медицинской помощи и лекарственные растения, пан Андраш читал лекции о современной Польше и других странах. Пан Новицкий руководил народным хором, который существовал при университете в качестве отдельной секции. Секретарь гмины Навроцкий знакомил слушателей с основами Польского законодательства, и особенно с теми нормативными актами, с которыми людям чаще всего приходилось сталкиваться в повседневной жизни. Лекции проходили в здании школы 3 раза в неделю по три часа в день. С 1931 года был введён двухлетний курс.
Следует заметить, что организация общественного университета стала возможной во многом благодаря Поставскому Поветовому Старосте Виктору Недзьвецкому, который всегда уделял пристальное внимание внешкольному образованию и просвещению населения, и поэтому с энтузиазмом поддержал инициативу Б. Фронцкевича.
В Центральном государственном архиве Литвы хранится план Дуниловичей на польском языке.

## Вторая мировая война
В сентябре 1939 года  Дуниловичи были присоединены к БССР силами Белорусского фронта РККА.
Из милицейской сводки №47 "О важнейших происшествиях по Белорусской ССР" (г. Минск, 27 апреля 1940 г.):
"Сов. секретно. Секретарю ЦК КП(б)Б тов. Кулагину. Дуниловичский район. Вооруженное ограбление (в доп. к сводке №45 от 21.04.1940 г.). 17 апреля, в м. Дуниловичи, двое неизвестных вооруженных револьверами, одеты в форму командиров РККА зашли в дом б. торговцев КЛЕНСКОМУ и БЕЙРАКУ, угрожая оружием забрали 1500 рубл. денег, скрылись. Принятыми мерами грабители задержаны, которыми оказались - ДЕНИСОВ В.С. член ВКП(б) - Мл. лейтенант 205 арт. полка и МАКАГОНОВ - старшина 205 артполка. Грабители арестованы. Дело ведет Военная Прокуратура. Начальник Управления РКМ НКВД БССР старший майор милиции Я. Гордеев".
15 января 1940 года Дуниловичи получили статус городского посёлка и стали центром Дуниловичского района Вилейской области.
С 4 июля 1941 года по 4 июля 1944 года местечко находилось под немецкой оккупацией.
В местечке было образовано Дуниловичское гетто. При уничтожении гетто в 1942 году было расстреляно 826 евреев.

## БССР
В 1950 году центр района был перенесён в Воропаево, Дуниловичи стали центром сельсовета.
С 16.07.1954 года Дуниловичи стали деревней.
С 20.01.1960 года — в составе Глубокского района.
С 25.12.1962 года — в составе Поставского района.
В 1971 году здесь было 781 житель и 246 дворов.
В 1993 году — 888 жителей и 329 дворов.
В советское время здание Троицкого храма было заброшено и перестало функционировать, после распада СССР храм был возвращён Католической церкви, отреставрирован и повторно освящён.

## Республика Беларусь
В 2001 году — 322 двора, 785 жителей, правление колхоза «XXV партсъезд», средняя школа, детский сад, Дом культуры, библиотека, участковая больница, лесничество, почта, магазины.
1 ноября 2018 года прошло торжественное мероприятие по открытию обновлённого кладбища с участием министра иностранных дел Польши Яцека Чапутовича, польского посла в Беларуси Артура Михальского, председателя Поставского райисполкома Сергея Чепика.

## Достопримечательности
- Католический Троицкий храм (1773);
- Обелиск на могиле жертв фашизма (1958);
- Памятник 34 землякам, погибшим в годы Великой Отечественной войны (1967);
- Польское воинское кладбище[8];
- Парк Крикалы.
- Католическое кладбище; часовня-усыпальница (XIX в.)

### Утраченное
- Костёл Рождества Пресвятой Девы Марии и Св. Архангела Михаила (XIX в.). В начале 1930-х годов перевезен в Воропаево.
- Усадебно-парковый комплекс Тышкевичей